# Фуркшоара (Хунедоара)
Фуркшоара (рум. Furcșoara) насеље је у Румунији у округу Хунедоара у општини Бранишка. Oпштина се налази на надморској висини од 285 m.

## Становништво
Према подацима из 2002. године у насељу је живело 26 становника, од којих су сви румунске националности.